# Carmen in teatro
Carmen in Teatro è la quindicesima tournée della cantautrice catanese Carmen Consoli, partita da Foligno il 16 gennaio 2016.
Il tour si è svolto nei teatri ed è legato all'ultimo album della cantautrice L'abitudine di tornare, presentando il disco in chiave acustica, differentemente da L'abitudine di tornare Tour che era, invece, in chiave rock elettronica.

## Date
- 16 gennaio 2016 -  Italia Foligno
- 20 gennaio 2016 -  Italia Roma
- 22 gennaio 2016 -  Italia Milano
- 23 gennaio 2016 -  Italia Trento
- 29 gennaio 2016 -  Italia Cremona
- 30 gennaio 2016 -  Italia Firenze
- 6 febbraio 2016 -  Italia Aosta
- 12 febbraio 2016 -  Italia San Benedetto del Tronto
- 13 febbraio 2016 -  Italia Trieste
- 20 febbraio 2016 -  Italia Cesena
- 25 febbraio 2016 -  Italia Catania
- 26 febbraio 2016 -  Italia Cosenza
- 7 marzo 2016 -  Italia Napoli

## La Scaletta
1-Sud-Est
2-San Valentino
3-Pioggia d'aprile
4-Il pendio dell'abbandono
5-Mandaci una cartolina
6-Fiori d'arancio
7-Ottobre
8-L'ultimo bacio
9-Guarda l'alba
10-AAA Cercasi
11-L'eccezione
12-La notte più lunga
13-Perturbazione atlantica
14-Venere
15-Non volermi male
16-Amore di plastica
17-Oceani deserti
18-Orfeo
19-Sintonia imperfetta
20-Parole di burro
21-Geisha
22-'A Finestra
23-Questa piccola magia
24-Quello che sento

## Band
| Strumento               | Nome Musicista       |
| ----------------------- | -------------------- |
| voce, chitarra acustica | Carmen Consoli       |
| chitarra elettrica      | Massimo Roccaforte   |
| tastiere                | Roberto Procaccini   |
| Batteria                | Fiamma Cardani       |
| basso                   | Luciana Luccini      |
| Percussioni e cori      | Valentina Ferraiuolo |
| violino                 | Adriano Murania      |
| violoncello             | Claudia Della Gatta  |